# Himantura lobistoma
Himantura lobistoma és una espècie de peix pertanyent a la família dels dasiàtids.

## Descripció
- El mascle pot arribar a fer 49,2 cm de llargària màxima i la femella 100.[3][4]

## Hàbitat
És un peix marí, bentopelàgic i de clima tropical.

## Distribució geogràfica
Es troba al mar de la Xina Meridional davant les costes de l'oest de Borneo.

## Estat de conservació
Les seues principals amenaces són la destrucció del seu hàbitat i la contaminació química ocasionada per l'aqüicultura (en concret, la conversió dels manglars en vivers de gambetes), les activitats mineres i el desenvolupament costaner.

## Observacions
És inofensiu per als humans.